# Mirosław Szadkowski
Mirosław Jan Szadkowski (ur. 29 sierpnia 1946) – polski polityk i urzędnik, w 1997 wojewoda radomski, wieloletni dyrektor WORD w Radomiu.

## Życiorys
Ukończył studia socjologiczne na Uniwersytecie Warszawskim. Pracował jako nauczyciel akademicki i w administracji państwowej. Był m.in. sekretarzem Wojewódzkiej Rady Bezpieczeństwa Ruchu Drogowego Województwa Radomskiego, publikował też prace dotyczące bezpieczeństwa drogowego.
Zaangażował się w działalność polityczną w ramach Polskiego Stronnictwa Ludowego, kierował strukturami partii w Radomiu. Do 1997 zajmował stanowisko wicedyrektora Wydziału Rolnictwa i Infrastruktury Urzędu Wojewódzkiego w Radomiu. Od stycznia do grudnia 1997 sprawował funkcję wojewody radomskiego. Później od lipca 1999 do przejścia na emeryturę w styczniu 2016 kierował Wojewódzkim Ośrodkiem Ruchu Drogowego w Radomiu. Działał w Krajowym Stowarzyszeniu Dyrektorów WORD, dwukrotnie był jego sekretarzem, a od 2007 do 2008 – prezesem. W 2002 i 2006 bez powodzenia kandydował do rady miejskiej Radomia, a w 2005 – do Sejmu.
Został odznaczony Brązowym i Srebrnym Medalem za Zasługi dla Policji oraz Krzyżem Kawalerskim Orderu Odrodzenia Polski (1999).